# Histioteuthis reversa
Histioteuthis reversa is een soort in de taxonomische indeling van de inktvissen, een klasse dieren die tot de stam der weekdieren (Mollusca) behoort. De inktvis komt uit het geslacht Histioteuthis en behoort tot de familie Histioteuthidae. Histioteuthis reversa werd in 1880 beschreven door Verrill.

## Kenmerken
Deze kleine inktvis soort ziet er merkwaardig uit doordat de ogen zeer verschillend zijn van grootte. Zijn rechteroog is namelijk vier keer zo klein als zijn linker. Het rechteroog wordt omringd door een krans van lichtorganen. Deze ontbreken bij het grotere linkeroog.

## Leefwijze
Histioteuthis reversa komt enkel in zout water voor. 
Het dier is in staat om van kleur te veranderen door middel van pigmentcellen vlak onder de huid. Hij beweegt zich voort door water in zijn mantel te pompen en het er via de sifon weer krachtig uit te persen. De inktvissoort is een carnivoor en zijn voedsel bestaat voornamelijk uit vis, krabben, kreeften en weekdieren die ze met de zuignappen op hun grijparmen vangen.